# Carme Gotarde i Camps
Carme Gotarde i Camps (Olot, Garrotxa, 14 de març de 1892 - id. 19 de novembre de 1953) fou una fotògrafa catalana, pintora, dibuixant i escultora, que va treballar també amb el cuir i el vidre.
Gràcies a la fotògrafa Colita i la investigadora Mary Nash la seva obra va ser redescoberta, ja que l'any 2005 van incloure-la a l'exposició "Fotògrafes pioneres a Catalunya", al Palau Robert de Barcelona, al costat de l'obra d'onze fotògrafes també oblidades com Anaïs Napoleón, Maria Serradell o Montserrat Sagarra. Posteriorment les seves fotografies també es van mostrar al Museu de la Garrotxa d'Olot.

## Biografia
Carme Gotarde i Camps va néixer al carrer de Sant Esteve, d’Olot, filla del fotograf i pintor Antoni Gotarde i Bartolí i de la mestra Antònia Camps. El seu pare havia estat el fotògraf oficial d'Olot, amb un estudi a la plaça dels Capellans, que ella devia començar a dirigir a partir de 1912, amb el seu pare malalt. A Olot mateix, ella va arribar a convertir-se en un personatge molt destacat, ja que per tal d'immortalitzar els esdeveniments importants de la vida tothom passava per davant de la seva càmera. Va ser la retratista olotina al llarg de les dues dècades anteriors a la guerra civil espanyola.
Va morir a seixanta-un anys al convent de les monges del Cor de Maria d'Olot.

## Obra
El gruix més important de la producció de Gotarde són els retrats, ja que la foto de galeria era el seu mitjà de subsistència. S'han conservat, doncs, milers de retrats de personatges de totes les edats i condicions, nadons, primeres comunions, bodes, retrats col·lectius de col·legis i de famílies de totes les capes socials. Era una retratista brillant i exquisida i pel seu estudi van passar personatges destacats de la vida olotina, com els escultors Josep Clarà, Celestí Devesa i Miquel Blay,la compositora Concepció Carreras i Pau, el metge Joaquim Danés, bisbes, industrials, músics…
Com a creadora inicià experiències formals i temàtiques innovadores. La seva obra va ser premiada moltes vegades. L'any 1927 el Museo de Arte Moderno de Madrid li admeté dos treballs després d'un concurs. El gener de 1928 feu una exposició de trenta fotografies al Centre Excursionista de Catalunya, a Barcelona, que meresqué molts elogis.

## Fons personal
El seu fons fotogràfic es conserva a l'Arxiu Comarcal de la Garrotxa. La seva obra ha pogut ser estudiada i difosa i el primer àlbum de l'Arxiu Comarcal, publicat el 2009, estigué dedicat a l'obra de Carme Gotarde.
El 2016 l'Arxiu Comarcal de la Garrotxa li va dedicar una exposició, amb el títol de Variacions Camps, on es mostraven les fotos que ella i el seu pare havien fet d'Antònia Camps, mare i dona dels respectius fotògrafs.